# Dolichopeza venosa
Dolichopeza venosa là một loài ruồi trong họ Ruồi hạc (Tipulidae). Chúng phân bố ở miền Tân bắc.